# Luis Días

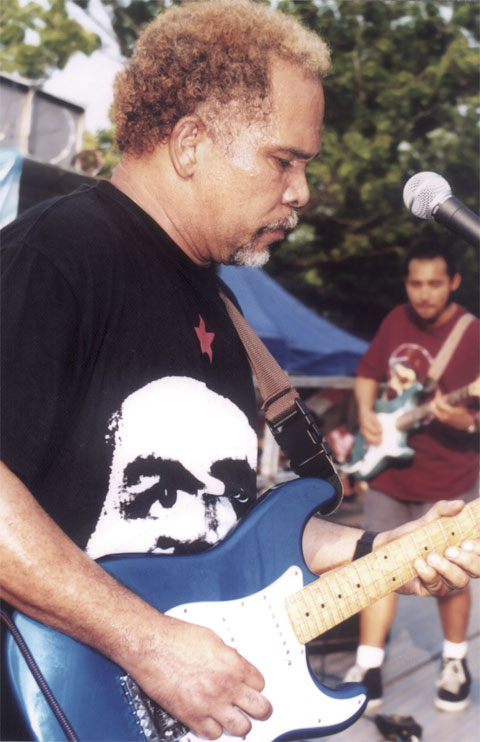
Luis Días el 2003 a Nova York

Luis Días Portorreal (Bonao, 21 de juny de 1952 – Santo Domingo, 8 de desembre de 2009) conegut com a Luis "Terror" Días, fou un intèrpret, guitarrista i compositor de música popular. Les seves cançons, basades en merengue, bachata i altres ritmes d'inspiració folklòrica, fusionen estils musicals diversos. És considerat “Pare del Rock Dominicà”

## Biografia
Va fer els seus primers estudis musicals en la seva ciutat natal, amb els professors Juan Zorrilla i Tatán Jiménez. Als 16 anys, crea “Los Jhonnys”, el seu primer grup musical.
En 1970 es va traslladar a Santo Domingo amb l'objectiu d'estudiar psicologia i en 1972, es va integrar com a guitarrista i vocalista al grup “Convite”, referència necessària per parlar del rescat del folklore dominicà els anys setanta.
Després de la seva sortida de Convit en 1978, forma l'agrupació Madora, on comença a fusionar el jazz amb el folklore de l'illa Hispaniola.
De 1980 a 1982 visqué a Nova York, i exercí com a professor de música dominicana tradicional en l'American Museum of Natural History.
En 1982, torna a la República Dominicana i funda, al costat del guitarrista Juan Francisco Ordóñez i uns altres músics a Transporte Urbano, grup que fusionà les sonoritats del rock i la música folklòrica de l'illa i va marcar el naixement del rock dominicà.

## Música per a films
Días va realitzar música per a films com Les Pauses d'ell Silencio, de Carlo Cristalini i va rebre per aquest treball el premi a la millor banda sonora per a curtmetratge en el Festival Internacional de Boston de 1986. Va compondre la música de Dear Teresa (1993), que va rebre el Premi de Plata del Festival Internacional de Filadèlfia de 1994 i va col·laborar amb David Byrne en la banda sonora de la pel·lícula Blue in the Face l'any 1995.

## Escriptor i compositor
Com a compositor, més de 300 de les seves cançons van ser gravades per diferents artistes i orquestres, entre elles, el tema al carnaval dominicà de l'any 1984 "Baila en la calle".
Com a escriptor, és autor de diversos llibres, entre ells Trànsito entre Guácaras', llibre de poemes que recrea mites taínos.
Entre les distincions que va rebre estan compositor de l'Any en els premis Premis Casandra de 1989 i 1990. L'any 2004 va ser declarat per l'Estat Dominicà com Patrimoni Cultural de la Nació.
Días va morir després de sofrir un atac de cor i altres complicacions.

## Discografia
- Convite convida (1974, nueva canción).
- Convite: Candelo y la bestia (1975).
- Areito No. 1 (1984, folk).
- Luis Terror Días (1984, merengue).
- Ae Candelo (1985, folk).
- El accidente (1998, rock - bachata).
- Luis Días y Transporte Urbano En Vivo (1999, rock).
- Jaleo Dominicano + Homenaje a Luis Días (1999, rock - folk).
- Vickiana, las Sesiones de 1985 (2000, rock, amb Transporte Urbano).
- La Yola (2000, rock acústico, xunto a Lliam Greguez).
- La Suite Folclórica Dominicana (2001, recopilació).
- Radio Macana (2003, rock - folk).
- El Terror en vivo (DVD, 2004, amb Transporte Urbano i Irka Mateo).
- Merengues (DVD, 2005).
- El Terror le canta al amor (DVD, 2006).
- Tiempo de ocio (2009, rock acústic).